# Skultéty Anita
Skultéty Anita (Dunaújváros, 1972. október 10. –) magyar pornószínésznő. Művészneve Anita Rinaldi.

## Életrajz
21 évesen kezdte pornószínésznői karrierjét: az Expressz újságban megjelent hirdetésre jelentkezett, melyben erotikus filmekhez keresett szereplőket az egyik ügynökség.
2001-ben összeházasodott Paul Thomasszal, miután Paul elvált második feleségétől.

## Díjak, elismerések
- Penthouse Pet of the Month – 1998. márciusa[13]
- Hot d'or(wd) (1999) – Best All-Sex Film – Planet Sexxx 2[14]
- AVN-díj (2000) – Best Director, Foreign Release – Return to Planet Sexxx[15]